# Dar Williams

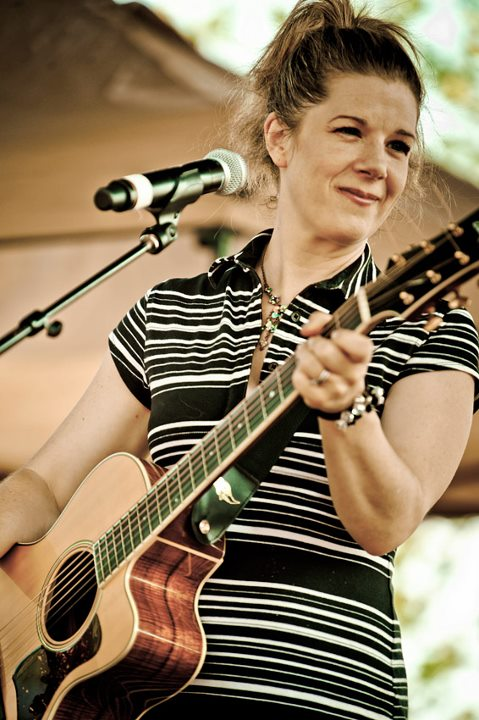
Dar Williams (2011)

Dar Williams (* 19. April 1967 in Mount Kisco, New York als Dorothy Snowden Williams) ist eine US-amerikanische Singer-Songwriterin und Gitarristin.
Ihr Musikstil wird meist als Folk respektive Folkpop oder in jüngerer Zeit (nun fast immer mit Band auftretend) auch als Americana bezeichnet. Sie betätigt sich außerdem auch als Autorin bzw. Schriftstellerin.

## Leben und Karriere
Dar ist eigentlich ein Spitzname, der dem Vernehmen nach als Resultat einer falschen Buchstabierung des ersten Teils ihres Vornamens Dorothy durch eine ihrer beiden älteren Schwestern, Meredith oder Julie, entstanden sein soll. Die drei Mädchen wuchsen unter der Obhut ihrer von der Jüngsten als „freidenkend und liebevoll, aber keinesfalls religiös“ bezeichneten Eltern Gray Williams (Yale-Absolvent; ein Autor und Redakteur mit dem Fachgebiet Medizin) und Marian Ferry (eine Familienplanungs-Aktivistin) in Chappaqua im Bundesstaat New York auf. Dar wurde schon früh durch ihre Familie dazu animiert, Lieder zu schreiben. Sie hatte im Alter von neun Jahren begonnen, Gitarre zu spielen und verfasste bereits als Elfjährige ihren ersten eigenen Song. Trotzdem interessierte sie sich in ihrer Jugend mehr für Schauspielerei, Dramen und die Bühne und plante ihre erste Karriere in Richtung Theater.
Nach ihrem Studium an der Wesleyan University in Middletown (Connecticut) mit Bachelor-Of-Arts-Abschluss in Theaterwissenschaft und Religion zog Williams 1990 nach Boston, Massachusetts, und wurde dort relativ schnell Stage Manager der Opera Company Of Boston. In ihrer Freizeit schrieb sie neue Lieder, nahm Demobänder auf und arbeitete durch ständigen Gesangsunterricht weiter an ihrer drei Oktaven umfassenden Stimme. Ihre Gesangslehrerin Jeannie Diva sorgte auch dafür, dass sich die junge Dame ihrem ersten Live-Publikum stellte, das sie in Bars, Clubs, Kneipen und Cafés fand. Da sie ihr Lampenfieber aber kaum unter Kontrolle brachte, tat Williams sich überaus schwer bei ihren ersten Konzert (Veranstaltung)en – obendrein galt die Folkmusik-Szene der Stadt Boston als ziemlich einschüchternd und neuen, jungen Talenten gegenüber nicht gerade offenherzig. 1993 kehrte sie Boston wieder den Rücken und zog nach Northampton, Massachusetts.
Nachdem Williams bereits 1990 (I Have No History) und 1991 (All My Heroes Are Dead) Demobänder aufgenommen und davon Compact Cassetten hergestellt hatte, für die ihre Fans heute sehr tief in die Taschen greifen würden (wenn sie denn von ihren wenigen Besitzern nur angeboten würden …), veröffentlichte sie 1993 auf dem eigenen Label Burning Field Music ihr offizielles Debütalbum The Honesty Room. Es wurde kurz darauf von Waterbug Records vertrieben und 1995 von Razor & Tie mit zwei zusätzlichen Liedern wiederveröffentlicht.
Ein Schub für die weitere Musik-Karriere war die Freundschaft zu Joan Baez, die selbst einige von Williams’ Liedern aufnahm, später mit Dar zusammen Live-Auftritte (auf der Baez-Live-CD Ring Them Bells singen sie zusammen den Williams-Song You’re Aging Well) und Tourneen in den USA und Europa absolvierte und ihr somit den Weg zu eigener Popularität ebnete. Weitere bemerkenswerte Kooperationen gelangen Dar Williams mit Richard Thompson, Bruce Cockburn, Ani DiFranco, Pete Seeger, den Indigo Girls und der Kanadierin Sarah McLachlan, für die sie bei den Lilith Fairs der Jahre 1997 und 1998 auftrat.
Seit dem 4. Mai 2002 ist Williams mit dem Zimmermann Michael Robinson verheiratet, den sie bereits flüchtig während der Zeit ihres Studiums kennengelernt und nach der Veröffentlichung ihrer CD The Green World per Zufall wieder getroffen hatte. Beider Sohn Stephen Gray Robinson kam am 24. April 2004 zur Welt. Die dreiköpfige Familie lebt zurzeit in Rhinebeck am Hudson River im Bundesstaat New York und Williams hat obendrein noch eine Wohnung in New York City.

## Diverses
Williams hat sich auch schon als Autorin/Schriftstellerin einen Namen gemacht. Die selbst von Laktoseintoleranz betroffene Allergikerin zeichnete als Koautorin für den Restaurant- und Einkaufsführer The Tofu Tollbooth (1998) mitverantwortlich. Mit Amalee (2004) verfasste sie eine Familien-Novelle aus der Sicht einer Elfjährigen, die mit ihrem Single-Vater und gleich vier „Stiefvätern“ (dessen Kumpels beim Chillen) aufwachsen muss. Eine Fortsetzung von Amalee, unter dem Titel Lights, Camera, Amalee, sollte im Juli 2006 veröffentlicht werden.
Im April und Mai 2006 tourte Williams zusammen mit ihrer Band in Europa, wobei sie einzig Gigs in den Niederlanden (Utrecht und Venlo) sowie in Großbritannien und Irland bestritt.
Im Mai 2015 gab Williams ihr erstes und bislang einziges Konzert in Deutschland, es fand in der Krefelder Kulturfabrik statt.
Friedensaktivität:
Williams schrieb den Song I Had No Right über eine Aktion der Pflugscharbewegung (Daniel Berrigan und sein Bruder Philip Berrigan).

## Diskografie (Auswahl)
- The Honesty Room (Erstveröffentlichung 1993; wiederveröffentlicht 1995)
- Mortal City (1996)
- End Of The Summer (1997)
- Cry Cry Cry (1998; als Band namens Cry Cry Cry, zusammen mit Richard Shindell und Lucy Kaplansky)
- The Green World (2000)
- Out There Live (2001)
- The Beauty Of The Rain (2003)
- My Better Self (2005)
- Live At Bearsville Theater (CD und DVD, 2007)
- Promised Land (2008)
- In the Time of Gods (2012)
- Emerald (2015)
- I’ll Meet You Here (2021)